# Stewartia
Stewartia là một chi thực vật có hoa trong họ Theaceae.

## Loài
Chi Stewartia gồm các loài: